# 石川桃子
石川 桃子（7月16日—）是日本的女性声優。I'm Enterprise所属。兵庫縣出身。

## 人物
- 特長是關西腔。
- 因在出演『TIGER×DRAGON！』的廣播節目『とらドラジオ!』時有眾多的腹黑發言，而被主持人的間島淳司和喜多村英梨說「石川和香椎（配的角色）不一樣很腹黑呢」。據石川說這是她第一次出演廣播節目[1]。
- 2021年9月20日宣布退出事務所，並不再從事聲優行業。

## 出演作品

### 電視動畫
2007年
- 萌少女的戀愛時光（飯塚慎二、辺見梓、1年生、男子生徒、女子生徒、家庭餐廳店員）
- 天翔少女（御子神晴子）

2008年
- Keroro軍曹（女生 #199）
- 零之使魔 ～三美姬的輪舞～（女學生B（ビーコ） #4）
- TIGER×DRAGON！（香椎奈奈子、通行人A #9）
- のらみみ2（カエの友達 #7）

2009年
- 明日的與一!（女學生D #2 ・5）
- 女王之刃（巫女D #2 ・8）
- 大正野球娘。（女學生）
- 科學超電磁砲（マコちん、少女）
- 乃木阪春香的秘密 Purezza♪（六條沙羅）

2010年
- 無法掙脫的背叛（索多姆）
- 管家後宮學園（女學生B）

2011年
- 迷糊軟網社（女子B）
- 花開物語（貴美、學生E）
- 便·當（護士C）
- 魔乳秘劍帖（手下B、葉月）

2012年
- 足球騎士（マイマミキーパー、俄國代表6號）
- 零之使魔F（ビーコ）
- 輪迴的拉格朗日（大綱林檎）

2013年
- 科學超電磁砲S（少女）

### OVA
- 草莓棉花糖 encore（女生B）
- 萌少女的戀愛時光特別編 くろちゃんとしろちゃん（女高中生）
  - 萌少女的戀愛時光 2学期1 四年生（辺見あづさ）
  - 萌少女的戀愛時光 2学期2 快樂的運動會（男學生）
  - 萌少女的戀愛時光 2学期3 櫻花散落的季節（麻生隆太）

### 遊戲
- ARIA The NATURAL ～遙遠記憶之幻象～（女性乘務員）
- Lの季節2 invisible memories（沢村美都）
- 劍與魔法與學園（矮人・女）
- TIGER×DRAGON portable!（香椎奈奈子）
- 秋之回憶：從今以後again（鷹司あいか）

### 外國片配音
- 急診室的春天 XII、XIII （メリア）
- Mortified #7

### Drama CD
- TIGER×DRAGON！ 系列（香椎奈奈子）
  - とらドラ! Drama CD Vol.1
  - とらドラ! Drama CD Vol.2

### 其他
- NIGHT OF THE WEREHOG|NIGHT OF THE WEREHOG（幽靈女）

## 外部連結
- 公式profile（日語）